# عقتنيت
عقتنيت أو عقتانيت
- هي إحدى القرى اللبنانية من قرى قضاء صيدا في محافظة الجنوب.
- تبعد عن بيروت: 53 كلم.
- الارتفاع عن سطح البحر:150 م
- القرى المحاذية: الغازية، معمارية، مزرعة القنيطرة، بنعفول، قناريت
- مساحة البلدة _ 4.5 كلم 2
- السكان المقيمون : 400 نسمة
- كما وانه يوجد في البلدة عين قديمة تتغذى من نبع مصدره اعالي البلدة ويخترق ساحتها عبر اقنية تصب في نهر قطيش الذي يفصل بين بلدتي عقتنيت والمعمرية وهو أحد روافد نهر الزهراني.

موقع البلدية على الانترنت